# 溫頓 (加利福尼亞州)
溫頓（英語：Winton）是位於美國加利福尼亞州默塞德縣的一個人口普查指定地區。

## 地理
溫頓的座標為37°23′18″N 120°36′48″W / 37.38833°N 120.61333°W，而該地最高點為海拔高度54米（即177英尺）。

## 人口
根據2010年美國人口普查的數據，溫頓的面積為7.876平方千米，均為陸地。當地共有人口10613人，而人口密度為每平方千米1,347人。